# PRIDE.24
PRIDE.24（プライド・トゥウェンティーフォー）は、日本の総合格闘技イベント「PRIDE」の大会の一つ。2002年12月23日、福岡県福岡市のマリンメッセ福岡で開催された。海外PPVでの大会名は「PRIDE 24: Cold Fury 3」。

## 大会概要
アントニオ・ホドリゴ・ノゲイラ vs. エメリヤーエンコ・ヒョードルのPRIDEヘビー級タイトルマッチが行われる予定だったが、ヒョードルの負傷欠場により、ノゲイラ vs. ダン・ヘンダーソンというリングスでのリベンジマッチが急遽組まれ、ノゲイラが一本勝ちした。
キャリア13戦全勝のヴォルク・アターエフがPRIDEデビュー。

## 試合結果
第1試合 PRIDEルール 1R10分、2・3R5分
○  松井大二郎 vs.  大久保一樹 ×
3R終了 判定3-0
第2試合 PRIDEルール 1R10分、2・3R5分
○  アントニオ・ホジェリオ・ノゲイラ vs.  ガイ・メッツァー ×
3R終了 判定2-1
第3試合 PRIDEルール 1R10分、2・3R5分
○  ロン・ウォーターマン vs.  ヴァレンタイン・オーフレイム ×
1R 2:18 V1アームロック
第4試合 PRIDEルール 1R10分、2・3R5分
○  ホドリゴ・グレイシー vs.  佐々木有生 ×
3R終了 判定3-0
第5試合 PRIDEルール 1R10分、2・3R5分
○  山本宜久 vs.  アレクサンダー大塚 ×
2R終了時 TKO（ドクターストップ：右脹脛断裂の疑い）
第6試合 PRIDEルール 1R10分、2・3R5分
○  アリスター・オーフレイム vs.  ヴォルク・アターエフ ×
2R 4:59 KO（ボディへの膝蹴り）
第7試合 PRIDEルール 1R10分、2・3R5分
○  ケビン・ランデルマン vs.  ムリーロ・ニンジャ ×
3R 0:20 TKO（レフェリーストップ：右瞼のカット）
第8試合 PRIDEルール 1R10分、2・3R5分
○  アントニオ・ホドリゴ・ノゲイラ vs.  ダン・ヘンダーソン ×
3R 1:49 腕ひしぎ十字固め